# Peter Dawson
Pour les articles homonymes, voir Dawson.
Ne pas confondre avec le compositeur britannique Peter Lawson (né en 1951).
Peter Dawson (né le 4 février 1982 à Pinjarra dans la région de Peel) est un coureur cycliste australien. Spécialiste de la piste, il a remporté quatre fois le championnat du monde de poursuite par équipes avec l'équipe d'Australie entre 2002 et 2006

## Palmarès

### Championnats du monde
- Copenhague 2002
  -  Champion du monde de poursuite par équipes (avec Brett Lancaster, Stephen Wooldridge et Luke Roberts)
- Stuttgart 2003
  -  Champion du monde de poursuite par équipes (avec Graeme Brown, Brett Lancaster et Luke Roberts)
- Melbourne 2004
  -  Champion du monde de poursuite par équipes (avec Luke Roberts, Ashley Hutchinson et Stephen Wooldridge)
- Bordeaux 2006
  -  Champion du monde de poursuite par équipes (avec Matthew Goss, Mark Jamieson et Stephen Wooldridge)

### Championnats du monde juniors
- 1999
  -  Champion du monde de poursuite par équipes juniors (avec Andrew Mason, Kieran Cameron et Nicholas Graham-Dawson)
- 2000
  -  Médaillé d'argent de la course aux points juniors

### Coupe du monde
- 2002
  - 1er de la poursuite à Sydney
  - 2e de la poursuite par équipes à Sydney
- 2005-2006
  - 1er de la poursuite par équipes à Moscou (avec Matthew Goss, Ashley Hutchinson et Mark Jamieson)
- 2007-2008
  - 1er de la poursuite par équipes à Los Angeles (avec Jack Bobridge, Bradley McGee et Mark Jamieson)
  - 3e de la poursuite par équipes à Sydney

### Jeux du Commonwealth
- Manchester 2002
  -  Médaillé d'or de la poursuite par équipes (avec Mark Renshaw, Graeme Brown et Luke Roberts)
- Melbourne 2006
  -  Médaillé d'argent de la poursuite par équipes

### Championnats d'Australie
- 2006
  - 2e de la poursuite
- 2007
  - 3e de la vitesse par équipes
  - 3e de la poursuite par équipes

## Palmarès sur route
- 2004
  - 1re étape du Tour des régions italiennes
- 2005
  - 9e étape du Tour de Tasmanie
- 2007
  - 1reb étape du Tour de Perth
  - 13e et 17e étapes de l'International Cycling Classic
  - 5e et 13e étapes du Tour of the Murray River
- 2008
  - 7e et 10e étapes de l'International Cycling Classic